# Ålstäket

Ålstäket är ett näs mellan Hemmesta och Grisslinge i Värmdö kommun. Tidigare genomskars näset av en smal vattenfarled som skilde Värmdölandet och Farstalandet åt, men den har försvunnit i och med landhöjningen. Länsväg 222 passerar här emellan havsvikarna Grisslingen och Mörtnäsviken. 
I närheten ligger Grisslinge havsbad. Där ligger även ett värdshus och konditoriet  Delselius. Ännu närmare Ålstäket finns en mindre sandstrand, Grillsbadet, samt snabbmatstället Ålsteket. Ålstäket ligger drygt 1,5 kilometer öster om Värmdö köpcentrum.